# Esfajīn
Esfajīn (persiska: اسفجين, اِسفِجين) är en ort i Iran.   Den ligger i provinsen Zanjan, i den nordvästra delen av landet, 300 km väster om huvudstaden Teheran. Esfajīn ligger 1 511 meter över havet och antalet invånare är 835.
Terrängen runt Esfajīn är platt åt nordost, men åt sydväst är den kuperad.Runt Esfajīn är det ganska glesbefolkat, med 47 invånare per kvadratkilometer. Närmaste större samhälle är Gūyjeh Qayah, 15,7 km söder om Esfajīn. Trakten runt Esfajīn består i huvudsak av gräsmarker.